# エメリン・パンクハースト

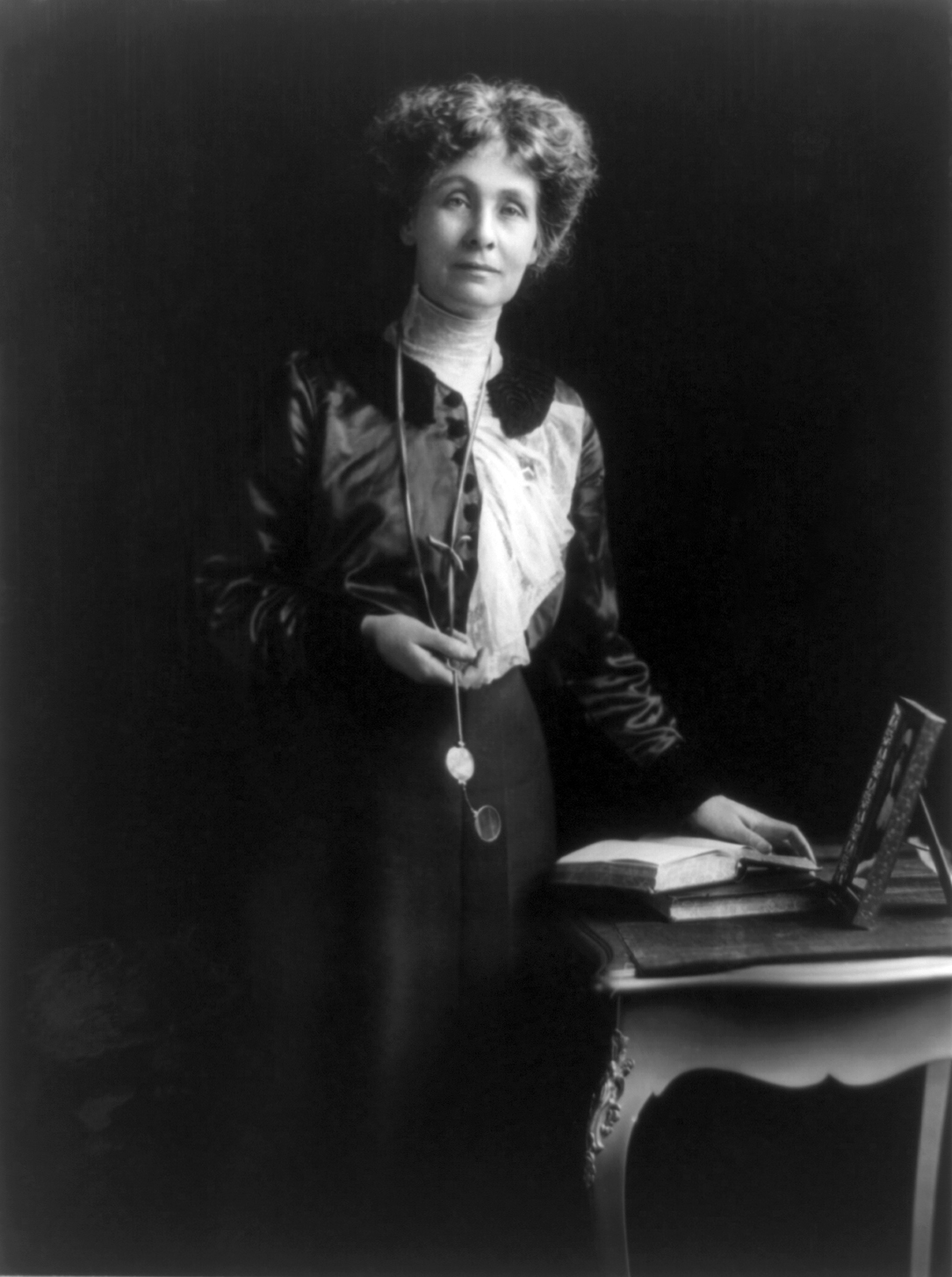
Emmeline Pankhurst.

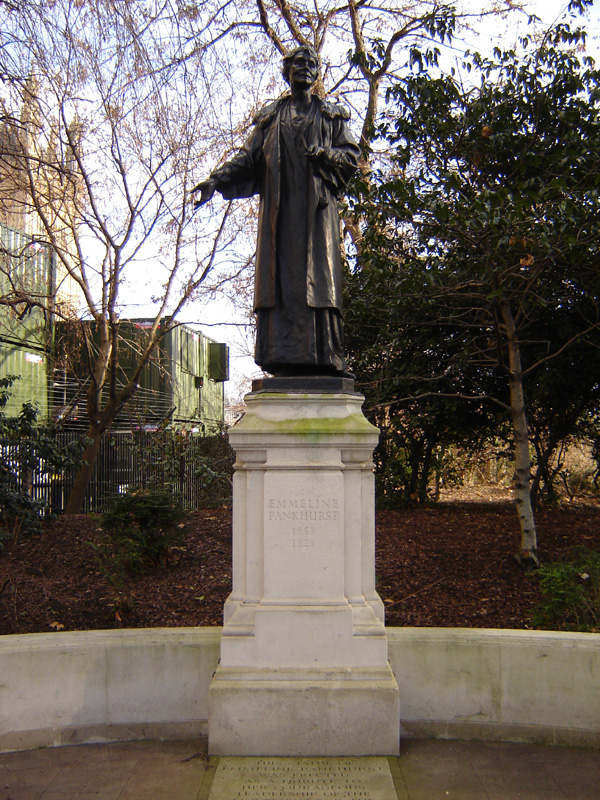
国会議事堂の隣のヴィクトリア・タワー・ガーデンにあるエメリン・パンクハーストの像(ウェストミンスター)

エメリン・パンクハースト（Emmeline Pankhurst, 1858年7月14日 - 1928年6月14日）は、イギリスの女性参政権活動家 (サフラジェット)。英国の女性参政権運動（サフラジェット運動）を組織し、女性の参政権獲得に貢献したことでよく知られている。1999年、タイム誌は彼女を「20世紀における最も重要な100人」の一人に選び、「彼女は現代における目指すべき理想を形作り」「後戻りできない新しい規範へと社会を揺り動かした」と述べた。 彼女はその戦闘的な戦術のために広く批判され、歴史家の間でもその影響について意見が分かれているが、その仕事はイギリスでの女性参政権の達成に不可欠な要素として認識されている。
マンチェスターのモス・サイド地区で政治活動家の両親のもとに生まれたパンクハーストは、14歳のときに女性参政権運動に参加した。彼女は既婚・未婚の両方の女性の参政権を主張する女性参政権連盟（Women's Franchise League）を設立し、これに関与するようになった。同団体が解散すると、社会主義者キーア・ハーディーとの友情から左派の独立労働党に入党しようとしたが、当初は女性であることを理由に地方支部から入党を拒否された。貧民保護官として働いていたとき、彼女はマンチェスターの救貧院で遭遇した過酷な状況に衝撃を受けた。
1903年、パンクハーストは、全ての女性の参政権を支持する「言葉ではなく行動」を標榜した団体である女性社会政治同盟（WSPU）を設立した。この団体は既存政党から独立し、また、しばしばそれら政党と対立することで知られていた。さらに、メンバーが窓ガラスを割ったり、警官を攻撃するなど、物理的な対抗を行うことで知られるようになった。パンクハーストとその娘たち、そして他のWSPUの活動家たちは、繰り返し刑務所に収監されたが、より良い待遇のためにハンガーストライキを行い、しばしば強制摂食を強いられた。パンクハーストの長女クリスタベルがWSPUの指導者となると政府と組織の対立は激化した。やがてWSPUは放火を戦術として使うようになり、より穏健な組織はパンクハースト一家に反対する意見を表明するようになった。1913年には、パンクハーストの娘であるアデラとシルヴィアを含む数人の著名な人物がWSPUを脱退した。エメリンは激怒し、「アデラにチケットと20ポンド、オーストラリアのサフラジェットへの紹介状を渡し、国外へ移住するように強く主張した」。アデラはこれに応じ、以降、家族の間で和解がなされることはなかった。シルヴィアは社会主義者になった。
第一次世界大戦が始まると、エメリンとクリスタベルは「ドイツ危機」に立ち向かうイギリス政府を支持し、過激なテロの即時停止を命じた。エメリンは、女性の戦争努力への貢献を示すために「女性の兵役権デモ」という大行進を組織し先導した。エメリンとクリスタベルは、女性に工業生産の援助を促し、若い男性に戦うことを奨励し、「白い羽根運動」で知られるようになった。1918年、国民代表法によって21歳以上の男性と30歳以上の女性のすべてに投票権が与えられた。この年齢の違いは、第一次世界大戦中に被った膨大な数の死者の結果として男性が少数派の有権者にならないようにするためのものだった。
彼女はWSPUを、国民生活における女性の平等を推進することを目的とした女性党に改組した。晩年には、彼女はボルシェビズムの脅威を感じるようになり、保守党に入党する。1927年にはホワイトチャペルとセント・ジョージズの保守党候補に選ばれた。彼女は1928年6月14日に亡くなったが、これは1928年7月2日に保守党政府が制定した人民代表法（平等な参政権）により21歳以上のすべての女性に選挙権が拡大されるわずか数週間前のことだった。その2年後、国会議事堂に隣接するヴィクトリア・タワー・ガーデンに彼女の像が建てられ、顕彰された。

## 来歴
彼女は1858年に実業家のロバート・グールデンと情熱的な女性運動家ソフィア・クレーンの娘エメリン・グールデンとしてイングランドのマンチェスターで生まれた。彼女は15歳でパリのエコール・ノルマルに留学、1879年に帰国し、20歳で24歳年上の弁護士のリチャード・マースデン・パンクハーストと結婚、一男三女が生まれた。夫パンクハーストは女性参政権運動の支持者で、1870年の女性財産法案の起草者だった。1889年にエメリンはウーメンズ・フランチャイズ・リーグを設立した。パンクハーストは1898年に胃潰瘍で死去したが、エメリンの活動は続いた。
1903年に彼女はその過激な活動で有名になる女性社会政治同盟(Women's Social and Political Union, WSPU)を結成した。メンバーにはアニー・ケニー、女性参政運動の「殉教者」エミリー・デイヴィソン、エセル・スマイスが含まれた。エメリンの長女クリスタベル（1880-1958）と次女シルヴィア（1883-1960）も活動に加わり、二人は異なる方法で運動に貢献した。
パンクハースト夫人の活動は爆弾テロを含む過激なもので、数度の逮捕をともなった。彼女は10回のハンガー・ストライキを行った。彼女の過激なアプローチは、合法的な政治活動で女性参政権の獲得を目指していた人々には支持されず、女性社会政治同盟は分裂した。彼女の自叙伝『My Own Story』は1914年に公表された。彼女はその目標、イギリスでの女性参政権をほぼ達成して、1928年に死去した。

## 女性社会政治同盟（WSPU）

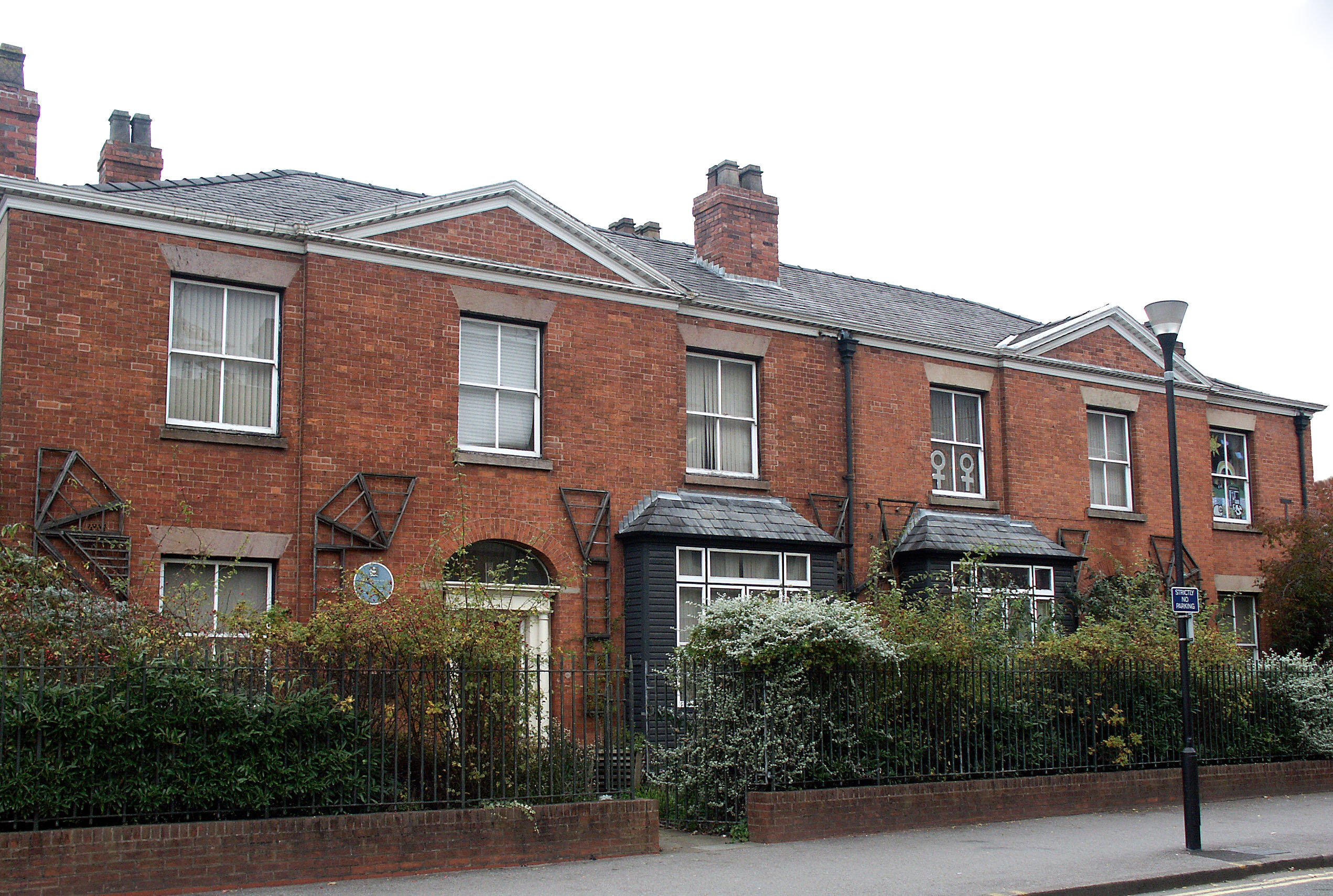
WSPUは1903年にマンチェスターのネルソン街62番地にあるパンクハーストの自宅で設立された。グレード II* ヴィクトリア・ヴィラは現在、パンクハースト・センターとして利用されている。

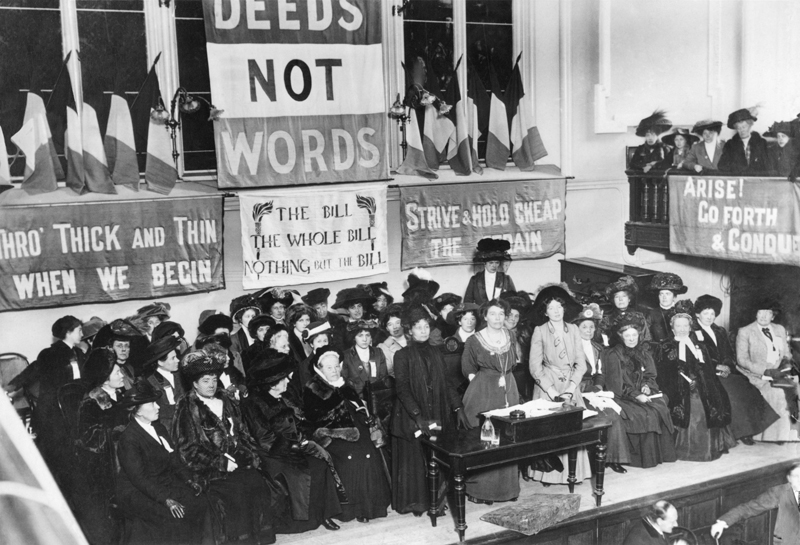
女性社会政治連盟は、その過激な活動で知られるようになった。パンクハーストは「私たちの性の状態は非常に嘆かわしいものであり、その理由に注意を喚起するために法律を破ることは私たちの義務である」と述べた。

1903年の時点で、パンクハーストは、国会議員が長年にわたって女性参政権について行ってきた穏健な演説や公約は何の進展ももたらさなかったと考えていた。1870年、1886年、1897年に参政権に関する法案が公約されていたが、それらはいずれも廃案になっていた。彼女は、多くの議題を持つ政党が女性参政権をとりわけ優先するだろうかと疑いを持っていた。さらに、独立労働党が「女性の投票権」を重視することを拒否し、彼女は独立労働党とも決別することとなった。既存の支持団体のとる持久戦術を捨て、より戦闘的な行動をとることが必要であると彼女は考えた。こうして1903年10月10日にパンクハーストは数人の仲間とともに女性社会政治同盟（WSPU）を設立した。この組織は女性だけに門戸を開き、投票権を獲得するための直接行動に焦点を合わせていた。 「言葉ではなく、行動が私たちの永遠のモットーである」と後に彼女は書いている。
この組織の初期の運動は非暴力的な形で行われた。演説や請願署名を集めることに加えて、WSPUは集会を組織し、「女性のための投票」というニュースレターを発行した。また、政府の公式会議に合わせて、キャクストンホールなどで「女性議会」の開催を続けた。1905年5月12日に女性参政権に関する法案の議事が妨害されると、パンクハーストと他のWSPUメンバーは国会議事堂の外で声を上げて抗議を開始した。しかし警察はすぐに、彼女たちが集まって法案の通過を要求していた場所から彼女たちを排除した。法案が復活することはなかったが、パンクハーストは、戦闘的なデモによって注目を集めることができた点は成功であると考えた 。パンクハーストは1906年に「私たちはついに政治的党派として認められました。私たちは今や、政治の中を泳ぎ周り、政治的な勢力になっているのです」と述べている。
まもなく彼女の3人の娘は全員WSPUで活動するようになった。1905年10月、自由党の集会中に警官に唾を吐きかけたクリスタベルが逮捕され、アデラとシルヴィアも1年後、議会の外で抗議をしている最中に逮捕された。 パンクハーストが初めて逮捕されたのは1908年2月のことで、首相H・H・アスキスに抗議決議を手渡すために議会に入ろうとした時のことだった。彼女は妨害行為で起訴され、6週間の禁固刑を言い渡された。害虫や粗末な食事、彼女や他の者が命じられた「独房収監と絶対的沈黙という文明的拷問」といった監獄の状況に対して彼女は抗議の声をあげた。パンクハーストは、投獄を女性参政権の緊急的必要性を宣伝するための手段と考えていた。1909年6月には確実に逮捕されるように彼女は警察官の顔を2度殴った。女性参政権が承認されるまでにパンクハーストは7回逮捕された。1908年10月21日に行われた裁判で、彼女はこう語っている。「私たちがここにいるのは法律を破る者だからではありません。法律を作る者になるための努力でここにいるのです」

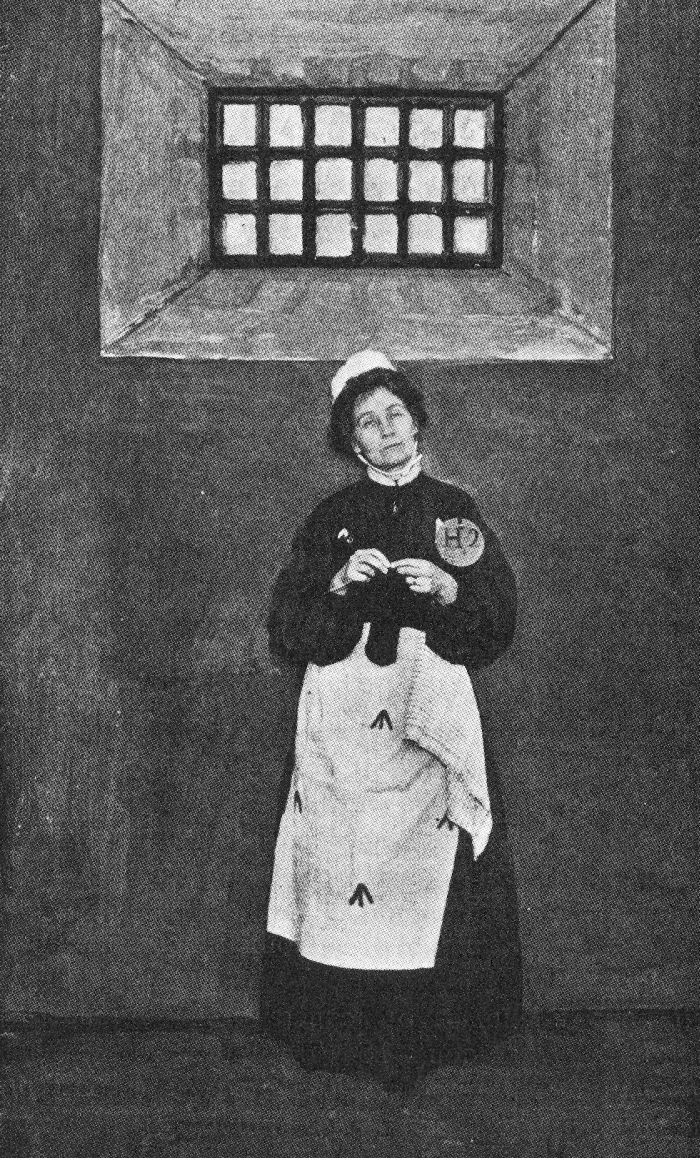
囚人服姿のパンクハースト。彼女は最初の投獄を「人間が野生の獣に変わっていく過程のようだ」と表現した。

WSPUが女性の投票にのみ焦点を絞っていたことは、その戦闘性のもう一つの特徴であった。他の組織が個々の政党と協力することに同意したのに対し、WSPUは、女性参政権を優先しない政党とは協力しないことを主張し、結果、多くの場合で敵対することになった。政府与党が女性参政権法案の通過を拒否したため、彼女たちは与党に属するすべての候補者に抗議した。特に与党だった自由党の候補者の多くは女性参政権を支持していたため、（言行不一致の）自由党の組織員たちとはすぐさま対立することになった（WSPUの初期の反対の標的となったのは、後に首相となるウィンストン・チャーチルであり、彼の反対者はチャーチルの敗北の一因を「時に笑いものにされている女性たち」とした）。
WSPUのメンバーは、自由党候補者の選挙を台無しにしたとして、罵声を浴びせられ、嘲笑されることもあった。1908年1月18日、パンクハーストと彼女の仲間のネリー・マーテルは、自由党支持の男性ばかりの群衆に襲われた。彼らは、保守党候補に直近の選挙で敗北したのはWSPUのせいであると考えていた。彼らは泥や腐った卵、石の入った雪玉を投げ、女性たちは殴られ、パンクハーストは足首にひどい打撲を負った。後に、同様の緊張関係が労働党でも形成された。しかし、党の指導者が女性の投票権を優先させるまで、WSPUはその戦闘的な活動を継続することを誓ったのだった。パンクハーストと他のメンバーたちは、政党政治が女性参政権という目標の妨げになっていると考え、他の組織が女性の投票権よりも党への忠誠心を優先していると批判した。
WSPUがその行動によって認知され、良くも悪くも有名になるにつれ、パンクハーストは組織自体を民主的に運営することに抵抗するようになった。1907年、テレサ・ビリントン・グレイグが率いる小さなグループは、組織の年次総会にもっと一般の参政権賛同者を参加させるよう求めはじめた。これに対してパンクハーストは、WSPUの会合で、組織規約の意思決定に関する項目は無効であると告げ、年次総会を中止した。また、出席メンバーから選ばれた小委員会がWSPUの活動を調整することを認めるよう主張した。そしてパンクハーストと娘のクリスタベルが（メイベル・トゥーク、エメリン・ペティック・ローレンスとともに）新しい委員会の委員に選ばれた。ビリントン・グレイグ、シャルロット・デスパードを含む数人のメンバーは失望し、組織を離脱して独自の組織である女性自由連盟（Women's Freedom League）を設立した。1914年の自伝の中で、パンクハーストはWSPUの指導体制に対する批判を否定している。
いつであろうとメンバー、またはメンバーの集団が、私たちの方針を信頼しなくなり、他の方針をとるべきだと提案し始めたり、他の方針を追加して問題を複雑にしようとすれば、彼女は直ちにメンバーでなくなるのです。独裁的？　その通りです。参政権のための組織は民主的であるべきだと、あなたは反対するかもしれません。しかしWSPUのメンバーは、あなたの意見に同意しません。普通の参政権組織の有効性を信じていないのです。WSPUは、複雑な規則によって妨害されません。私たちには規約も法的制約もなく、年次総会で修正したり、いじくりまわしたり、言い争ったりするようなことは何もありません．WSPUはまさに戦場にある参政権の軍隊なのです。

### 戦術の過激化
1908年6月26日、50万人の活動家が女性の投票権を求めてハイド・パークに結集したが、アスキスや有力国会議員は無関心を貫いた。こうした頑迷な態度や警察による虐待に怒った一部のWSPUメンバーは活動を過激化させていった。集会の直後、12人の女性がパーラメント・スクエアに集まって女性参政権のための演説を試みた。警察官は演説者の数人を取り押さえ、周囲に集まっていた反対派の群衆の中に無理やり押しやった。これに不満を持ったWSPUの2人のメンバー、エディス・ニューとメアリー・リーは、ダウニング街10番地に行き、首相官邸の窓ガラスに石を投げつけた。彼女たちは自分たちの行動はWSPUの指示によるものではないと主張したが、パンクハーストはこうした行動を容認する姿勢を示した。裁判所がニューとリーに2ヶ月の禁固刑を宣告すると、パンクハーストは、イギリスの歴史を通じて様々な男性の政治的扇動者が法的権利や公民権を勝ち取るために窓ガラスを割ってきたことを裁判所に指摘してみせた。

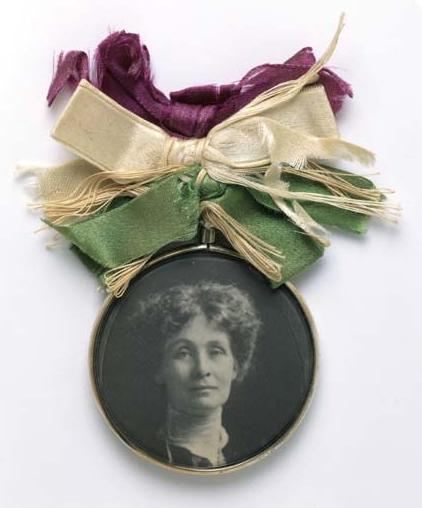
エメリン・パンクハーストの肖像バッジ - 1909年頃 - WSPUが資金集めのために大量に販売した - ロンドン博物館収蔵

1909年になるとハンガーストライキがWSPUの抵抗手段の1つに加えられた。6月24日、下院の壁に権利の章典（1688年、1689年）の一部を書いたことでマリオン・ウォレス・ダンロップが逮捕された。刑務所の状況に怒ったダンロップは、ハンガーストライキを決行した。それに効果があったため、窓ガラスを割った罪で収監されていた14人の女性たちも同様に断食を始めた。WSPUのメンバーは、自分たちの収監に抗議して長期間のハンガーストライキを行ったことですぐにイギリス全土に知られるようになった。刑務所当局は、鼻や口からチューブを挿入して、強制的な栄養補給を行うこともしばしばあった。この苦痛を伴う方法（口からの栄養補給の場合、口を開かせるために鉄製の口枷を使用する必要があった）は、参政権論者や医療専門家から非難を浴びた。
こうした戦術はWSPUと、全国女性選挙権協会連合（NUWSS）に統合していたより穏健な組織との間に緊張をもたらした。連合のリーダーであるミリセント・フォーセットは、当初はWSPUのメンバーの勇気と大義への献身を賞賛していた。しかし1912年になると、彼女は、ハンガーストライキは単なる宣伝活動であり、戦闘的な活動家は「下院における参政権運動の成功を妨げる大きな障害」であると表明した。NUWSSはWSPUに破壊活動を支持しないよう要求したが成功せず、その結果、女性参政権団体のデモ行進への参加を拒否している。フォーセットの妹のエリザベス・ギャレット・アンダーソンも後に同じ理由でWSPUを脱退した。

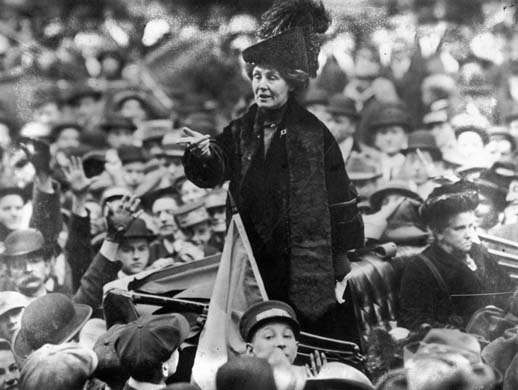
家を売り払った後、パンクハーストは旅行生活を続け、イギリスとアメリカの各地で講演を行った。彼女の最も有名な演説の一つである「自由か死か」は、1913年にコネチカット州で行われたものである。

報道での賛否は様々だった。多くのジャーナリストは、女性聴衆がパンクハーストの演説に肯定的だったことを指摘したが、一方で、彼女の過激な手法を非難する者もいた。デイリー・ニュース紙はもっと穏健な手法をとるよう彼女に促し、他の報道機関はWSPUのメンバーによる窓ガラス破壊を非難した。1906年、デイリー・メール紙の記者であるチャールズ・ハンズは戦闘的な女性たちを（通常の「サフラジスト」ではなく）「サフラジェット」という名前で呼んだ。パンクハーストとその仲間たちはこの言葉を自分たちに対するものと捉え、自分たちを穏健な組織と区別するためにそれを使うようになっていった。
20世紀初めの10年の後半は、パンクハーストにとって悲しみと孤独と絶え間ない仕事の時代だった。1907年、彼女はマンチェスターの自宅を売り払い、女性参政権のための演説やデモ行進をしながら各地を旅する遍歴生活を始めた。わずかな所持品をスーツケースに詰め、友人宅やホテルに滞在する生活だった。彼女は問題解決に奮闘し、人々を奮起させることに喜びを見出していたが、常に旅を続けることは子供たち、特にWSPU全体の取りまとめ役となっていたクリスタベルとの別離を意味した。1909年、パンクハーストがアメリカへの講演旅行を計画していた時、息子のヘンリーが脊髄の炎症で半身不随になった。病気の彼を残して出国することを彼女はためらったが、彼の治療費が必要であったし、この講演旅行で収益があがることは確実だった。講演旅行が首尾よく終わり帰国した彼女は、1910年1月5日、ヘンリーの最期に立ち会うことができた。5日後、彼女は息子を埋葬したのち、マンチェスターで5000人の前で演説をした。彼女を野次るために来た自由党支持者たちは、彼女が演説をする間、静かにしていたという。

### 調停、強制摂食の試み、放火
1910年の選挙で自由党が敗北した後、独立労働党の党員でジャーナリストであるヘンリー・ブレイルフォードは、様々な政党から54人の国会議員を集めた女性参政権調停委員会の組織化に尽力した。このグループの調停法案は、狭い範囲ではあるが、一部の女性の投票権獲得のための重要な可能性を持っているように思われた。そのためWSPUはこの法案が審議されている間、窓ガラス破壊やハンガーストライキへの支援を停止することに同意した。法案が通過しないことが明らかになったとき、パンクハーストは「私たちの努力にもかかわらず、この法案が政府によってつぶされるなら、その時は......。停戦は終わると言わざるを得ないでしょう」と宣言した。法案が否決されると、11月18日にパンクハーストは300人の女性たちを率いてパーラメント・スクエアまで抗議行進を行った。彼女たちは内務大臣ウィンストン・チャーチルの指示による警官の攻撃的な対応にあった。警官たちは行進参加者を殴り、腕をねじり、女性の胸ぐらをつかんだ。パンクハーストは議会に入ることは許されたが、アスキス首相は彼女との面会を拒否した。この事件は「黒い金曜日」事件として知られる。姉妹のメリー・ジェーンも抗議行動に参加していたが、数日後、3度目の逮捕を受ける。彼女は1ヶ月の禁固刑を言い渡された。クリスマスの日、彼女は釈放の2日後に兄弟であるハーバート・ゴールデンの家で死亡した。

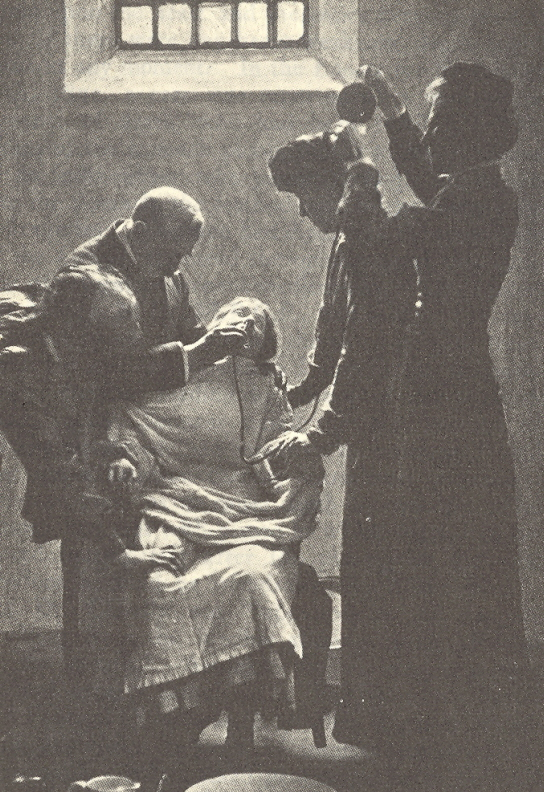
パンクハーストは、ハンガーストライキで強制摂食される女性たちの悲鳴に恐怖を覚えた。自伝の中で彼女は「あの叫び声が私の耳に鳴り響いていた日々に経験した苦しみを、私は生きている間、決して忘れることはないだろう」と書いている。

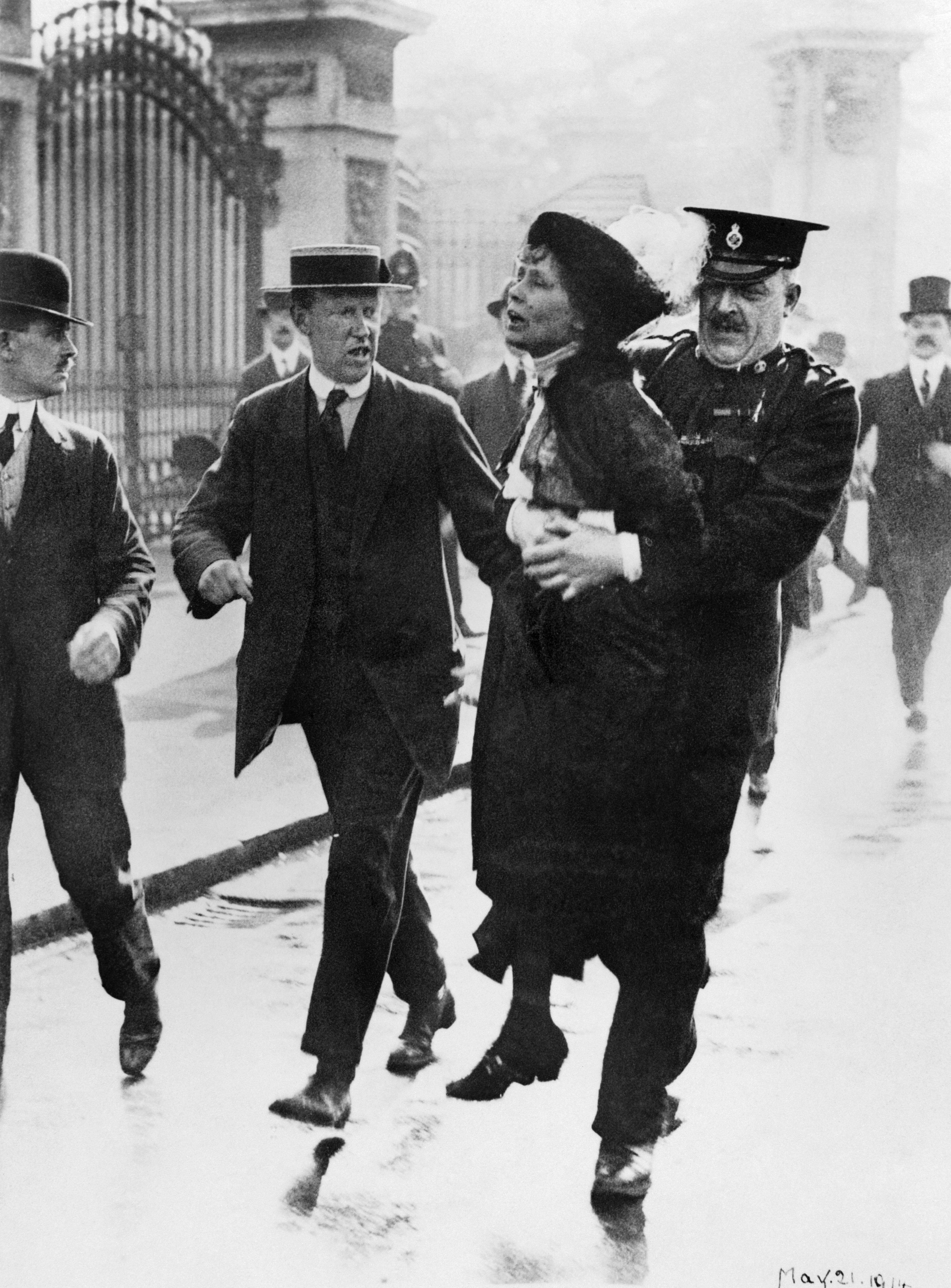
1914年5月、ジョージ5世に嘆願書を提出しようとしたパンクハーストはバッキンガム宮殿の前で警察に逮捕された。

調停法案が提出された後でWSPUの指導者たちは戦闘的な戦術の停止を提唱した。1911年4月にアイリーン・プレストンがパンクハーストの運転手として任命され、参政権についてのメッセージを広めるために彼女を全国に運んだ。1912年3月に第2次法案が危うくなり、パンクハーストは再開された窓ガラス破壊活動に参加することになる。これによって甚大な物的損害が発生したため、警察はWSPUの事務所を強制捜査した。パンクハーストとエメリン・ペシック＝ローレンスは、オールド・ベイリーで裁判にかけられ、器物損壊を企てた罪で有罪判決を受けた。1912年時点での組織の最高位の取りまとめ役となっていたクリスタベルも指名手配された。彼女はパリに逃れ、亡命先でWSPUの戦略を指揮した。ホロウェイ刑務所でエメリン・パンクハーストは近くの監房にいる他のサフラジェットの状況を改善するために最初のハンガーストライキを行い、すぐにペシック＝ローレンスや他のWSPUメンバーもこれに加わった。自伝の中で彼女はストライキ中の強制摂食のトラウマについて「ホロウェイは恐怖と苦痛の場所になりました。医師が忌まわしい仕事をするために監房から監房へ動き回り、ほとんど一日中、吐き気を催すような暴力的光景が繰り広げられました」と述べている。刑務所の職員が彼女の部屋に入ろうとしたとき、パンクハーストは、頭上に陶器製の水差しを掲げて「あなた方の誰かがこの独房の中に一歩でも入るというなら、私は自分の身を守らなければならない」と宣言した。
この事件以降、パンクハーストはさらなる強制摂食の試みを免れたが、彼女は法律を破ることを止めず、投獄されると抗議のために断食を行った。その後の2年間で彼女は何度も逮捕されたが多くの場合は体調不良のために数日で釈放された。その後、アスキス政権は「猫とネズミ法」を制定し、ハンガーストライキで体調を崩した他のサフラジェットにも同様の釈放を許すようになった。刑務所職員は、有名なWSPU指導者に刑務所内で強制摂食がされたり、ひどい苦痛が与えられれば、悪い評判がたつかもしれないと認識していたのだ。しかし警察官たちは演説や行進をする彼女を逮捕し続けた。WSPUは、柔術の訓練を受けた女性ボディーガード部隊を結成し、実力行使によって警察から彼女を守ろうとした。彼女とその同伴者は警察に狙われ、警官がパンクハーストを拘束しようとする時には激しい乱闘が起きた。
1912年、WSPUのメンバーは投票権獲得のためのさらなる戦術として放火を用いるようになった。アスキス首相がダブリンのシアター・ロイヤルを訪れた後、マンチェスターのオックスフォード街に住むサフラジェット活動家のグラディス・エヴァンス、メアリー・リー、リジー・ベイカー、メイベル・キャッパーが火薬とベンジンを使って爆発を起こそうとしたが、これは軽微な被害にとどまった。同じ晩にはメアリー・リーがジョン・レドモンド（アイルランド議会党党首）、市長、アスキスの乗った馬車に斧を投げつけた。その後の2年にわたって女性たちはリージェンツ・パークの保養所、キューガーデンの蘭園、郵便ポスト、鉄道車両に放火を行った。エミリー・デイヴィソンは1913年のエプソム・ダービーで王族所有馬の前に身を投げて亡くなった。彼女の葬儀では沿道や葬儀会場に55000人の参列者が集まった。この事件によって運動は広く知られるようになった。パンクハーストは、こうした女性たちは自分やクリスタベルに指示されたわけではないと念を押したが、2人は放火を行うサフラジェットを支持すると世間に断言した。同様の事件は各地で起きた。例えば、あるWSPUのメンバーは首相の馬車に小さな手斧で「女性に投票権を」（「Votes for Women」）と刻み込み、また別のサフラジェットは国会議員たちが使うゴルフコースに酸で同じ言葉を焼き付けた。1914年にメアリー・リチャードソンはパンクハーストの収監に抗議するためにベラスケスの絵画『鏡のヴィーナス』を切り裂いた。

### 脱退と解任
WSPUが器物損壊を容認したことで、何人かの重要なメンバーが脱退することになった。最初はエメリン・ペシック・ローレンスとその夫のフレデリックだった。長い間、二人はグループの指導者として不可欠な存在だったが、気づいた時には、このような危険な戦術方法についてクリスタベルと対立する関係になっていたのである。カナダでの休暇から帰国した二人は、パンクハーストが二人をWSPUから追放したことを知った。しかし運動の分裂を避けるため、二人はおおやけの場ではパンクハーストとWSPUを賞賛し続けた。同じ頃、エメリンの娘アデラも脱退した。彼女は、WSPUが器物損壊を推奨することに反対し、社会主義により重点を置く必要があると感じたのだった。この結果、アデラとパンクハースト家の家族、特にクリスタベルとの関係もぎくしゃくしたものに変わった。

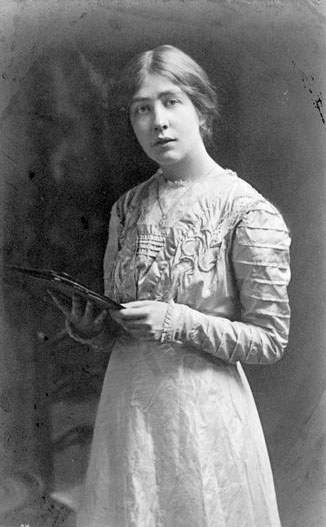
WSPUを解任されたパンクハーストの娘シルヴィアは「外の敵と戦っている時に内の友に殴りつけられたかのように、傷ついた」と感じた。

パンクハースト家に最も深い亀裂が入ったのは、1913年11月にシルヴィアが、労働組合組織者であるジム・ラーキンを支持する労働組合主義者と社会主義者の会合で演説をした時だった。彼女は、社会主義者や労働組合主義者と密接な関係にあったWSPU地方支部であるイースト・ロンドン・サフラジェット連合（ELFS）で活動していた。労働団体との密接な関係、そしてシルヴィアがフレデリック・ペシック・ローレンスとともに演台に現れて聴衆に演説したことから、クリスタベルは、妹が参政権運動でWSPUに対抗する可能性のあるグループを組織していると確信した。この論争はおおやけになり、WSPU、独立労働党、ELFSなどのグループのメンバーは一触即発の状態になった。
1月、シルヴィアはエメリンとクリスタベルが待つパリに呼び出された。パンクハーストはアメリカでの講演旅行から帰ってきたばかりで、シルヴィアも刑務所から釈放されたばかりだった。3人とも疲労とストレスを抱えていて、それが緊張を高めた。シルヴィアは1931年の著書『The Suffrage Movement』の中で、クリスタベルは理不尽な人物で、WSPUの方針に従わない彼女に長い説教をしたと記している。
彼女は私に向き直り、言いました。「あなたにはあなた独自の考えがあるようですね。私たちはそんなことは望んでいません。私たちが望んでいるは、すべての女性が指示を受けて軍隊のように歩調を合わせることです！」。議論するには疲れ過ぎ、体調も悪すぎたので、私は何も答えられなかった。悲劇的な感覚に襲われ、彼女の冷酷さに悲嘆に暮れた。彼女の独裁賛美は、私たちが行っている戦い、監獄で今なお続いている厳しい戦いから、あまりにかけ離れたものに思えたのだ。私は、些細な意見の違いを理由に脇に追いやられた他の多くの人たちのことを考えた。
母親の承認を得て、クリスタベルはシルヴィアのグループにWSPUから脱退するよう命じた。パンクハーストはELFSの名称から「サフラジェット」という言葉を取り除くよう説得を試みた。その言葉はWSPUと密接に結びついていたからである。シルヴィアがそれを拒否すると彼女の母親は手紙に激しい怒りを書きつづった。
あなたは不合理です。今までも常にそうだったし、これからもそうなのではないかと恐れています。きっと変わらないのでしょう。……もしあなたが私たちの受け入れられる名前を選んでくれていたら、私たちは名前を出してあなたの団体を宣伝し、あなたを応援するために多くのことができたでしょう。もはやあなたは自分自身のやり方でそうしなければなりません。残念ですが、あなたは状況を自分の視点からしか見ておらず、他人の視点から見ることができていません。そのために自らで困難な状況を作り出しているのです。いずれあなたも人生で学ばなければならない教訓を学ぶことができるのかもしれません。
脱退後に先行きが不安定になったアデラは、パンクハーストにとっても悩みの種となっていた。彼女はアデラをオーストラリアに移住させることを決め、その移住費用を負担した。その後、二人が会うことは二度となかった。

### 女性党
1917年11月、WSPUの週刊新聞は、WSPUが女性党になると発表した。12ヵ月後の11月19日火曜日、ロンドンのクイーンズ・ホールで、エメリン・パンクハーストは、来たる総選挙（女性が候補者として立候補できる最初の選挙だった）で娘のクリスタベルを彼女たちの候補者にすると言った。どの選挙区で戦うかは明言しなかったが、数日後にはそれがウィルトシャーのウェストベリーであることがわかった。エメリンは、クリスタベルが連合の後援を受けられるようにロイド・ジョージ首相に働きかけた。しかし、この話し合いが行われている間にパンクハースト一家の関心はスタッフォードシャーのスメスウィックへと移り変わった。連合はすでに地元の候補者をサミュエル・ノック・トンプソン少佐に決めていたが、保守党党首のボナー・ローはトンプソンに辞退を求めるよう説得した。注目すべきはクリスタベルが両首脳から正式な支持表明の書面、いわゆる「連合クーポン」を受け取っていなかった点である。その後、クリスタベルは労働党候補のジョン・デイヴィソンと直接対決し、775票差で敗れた。女性党はその後選挙を戦うことなく、ほどなく解党された。

## 第一次世界大戦

### ロシア派遣団

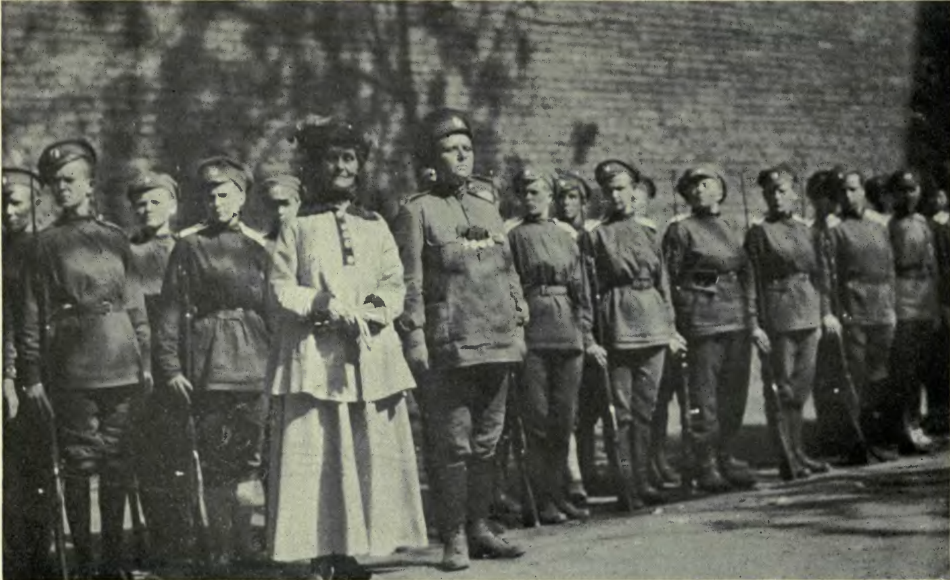
マリア・ボチカリョーワとパンクハースト、婦人決死隊の女性たちと（1917年）

パンクハーストは1916年にセルビアの元大臣チェドミル・ミヤトヴィッチとともに北米を訪問した。セルビアは第一次大戦初期から戦争の中心地だった。彼女たちは米国とカナダを回り、資金を集め、アメリカ政府にイギリスやカナダなどの同盟国を支援するよう働きかけた。2年後にアメリカが参戦すると、パンクハーストは再びアメリカを訪れ、過激な活動を中断していない現地のサフラジェットたちに参政権に関連する活動を控え、戦争活動を支援するよう働きかけた。彼女はまた共産主義者による反政府活動の恐れについても語った。彼女はそれをロシアの民主主義に対する重大な脅威であると考えていたのだった。
1917年6月にはロシア革命が、戦争終結を主張するボリシェヴィキを勢いづかせた。翻訳されたパンクハーストの自伝はロシアで広く読まれていたので、彼女はそれをロシア国民に圧力をかけるチャンスと捉えた。彼女はドイツの講和条約を受け入れないようロシア国民を説得しようとした。その講和によって最終的にイギリスとロシアが敗北する可能性があると考えていたためである。イギリスのロイド・ジョージ首相は、彼女のロシア訪問を支援することに同意し、彼女は6月にロシアを訪れた。彼女は「私はイギリス国民からロシア国民への祈りと共にペトログラードへ来ました。あなた方が文明と自由の面目を保つために戦争を続けることができますように」と聴衆に語った。報道機関の反応は左派と右派で二分された。前者は彼女を資本主義の走狗として描き、後者は彼女の熱心な愛国心を賞賛した。
8月、彼女はロシアのアレクサンドル・ケレンスキー首相と会談した。彼女は過去に社会主義寄りの独立労働党で活動していたが、次第に左派政治に不満を覚えるようになっていて、その態度はロシアにいる間に強まった。会談は両陣営にとって居心地の悪いものになった。彼は、彼女が当時のロシアの政策を動かしていた階級的対立を理解できていないと感じた。最後に彼は「イギリス女性がロシア女性に教えることは何もない」と彼女に語って、会談は締めくくられた。彼女は後にニューヨーク・タイムズ紙に、彼は「現代における最大の詐欺師」であり、その政府は「文明を破壊する」可能性があると語った。

## 参政権の実現（1918年）
ロシアから帰国したパンクハーストは女性の参政権がようやく現実のものとなりつつあることを知って喜んだ。1918年の人民代表法は、男性の参政権に関する財産上の制限を取り除き、（いくつかの制限はあるものの）30歳以上の女性に投票権を与えた。参政権論者とサフラジェットがこの成立を祝い、間近に迫る変化への準備に取り掛かる中、新たな意見対立が起きた。女性政治組織は、男性が設立した組織と手を組むべきなのか？　社会主義者や穏健主義者の多くは政治における男女の統一を支持していたが、パンクハーストとクリスタベルは分離を保つことが最善の方法であると考えた。彼女たちはWSPUを女性党として再出発させ、以前と同じく女性だけに門戸を開いた。女性たちは「誰もが認めるように望ましいものとは程遠い、男性による政党政治機構とその伝統に近づかないことによって、国家に最もよく奉仕できる」 と言った。党は、婚姻の平等、同一労働同一賃金、女性の職業機会の平等を唱えた。しかし、これらはどれも戦後における問題だった。戦争が続いている間、女性党は、ドイツ撃退に妥協しないこと、ドイツと親族関係にある者や平和主義的な態度をとる者を政府から排除すること、労働争議防止のために労働時間を短縮することを要求していた。この最後の綱領は、パンクハーストがますます懸念していたボリシェヴィキ主義への潜在的な関心を低下させるためのものだった。